# صحيفة دار العلوم (مجلة)
صحيفة دار العلوم هي مجلة عربية نُشرت في القاهرة من عام 1934 إلى عام 1947. تأسست على يد سيد قطب (1905-1966)، وهو كاتب وشاعر وناقد مصري معروف، ويُعتبر من أهم قادة الفكر في جماعة الإخوان المسلمين ، بالإضافة إلى سعد اللبان ومحمد إبراهيم جبر. بعد تدريبه مدرسًا، تخرج قطب من جامعة دار العلوم في القاهرة خلال العام التأسيسي للمجلة. ومن حيث المحتوى، ركز المحررون على أحدث النظريات التربوية والاجتماعية واللغوية وسعوا إلى تحقيق هدف المنافسة مع سمعة الأزهر والجامعة المصرية من خلال توجهها الفكري الإسلامي ومتطلباتها العالية من الطلاب. بالإضافة إلى صحيفة دار العلوم، نشر قطب أيضًا مقالاته في مجلات أخرى ذات توجهات أيديولوجية مختلفة، بما في ذلك مجلة الرسالة ومجلة الشوون الاجتماعية
.